# Víctor Medina
Víctor Manuel Medina Cunningham (ur. 18 lutego 2001 w mieście Panama) – panamski piłkarz występujący na pozycji skrzydłowego, reprezentant Panamy, od 2023 roku zawodnik kostarykańskiego Sportingu San José.